# Унтервайд
Унтервайд (нім. Unterweid) — громада в Німеччині, розташована в землі Тюрингія. Входить до складу району Шмалькальден-Майнінген. Складова частина об'єднання громад Гое-Рен.
Площа — 7,13 км2. Населення становить Невірний параметр metadata 16 066 078 ос. (станом на 31 грудня 2021).